# Egutér

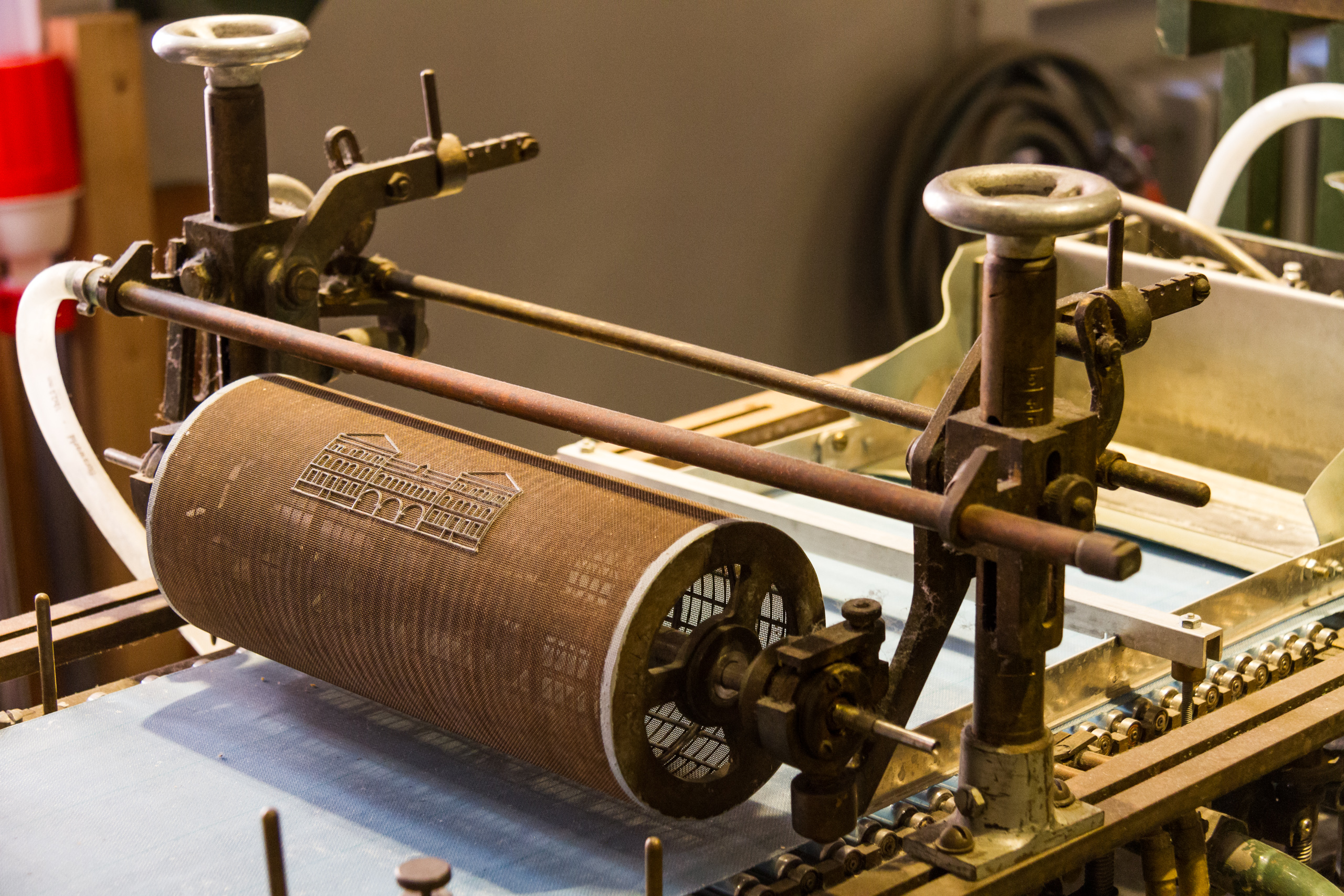
Egutér v Německém technickém muzeu v Berlíně

Egutér je válec, který je položen na síto papírenského stroje a pomáhá uspořádat vlákna papíru jedním směrem; bývá na povrchu opatřen měděným nebo bronzovým povlakem. Vynalezl ho T. John Marshall v Londýně v roce 1826.